# Печора (річка)
Печо́ра (рос. Печора, комі Печӧра, нен. Санэро яв) — річка в Республіці Комі і Ненецькому автономному окрузі Російської Федерації. Довжина 1809 км, площа басейну 322 тис. км².

## Географія
Бере початок на Північному Уралі біля гори Койп, в південно-східній частині Республіки Комі, і тече спершу переважно на південний захід. Від джерела до гирла річки Уньї Печора має гірський характер. У селища Якша (після впадіння річки Волостниця) повертає на північ і тече по Печорський низовині до Усть-Уси. Після гирла річки Уси повертає на захід, утворюючи широке коліно з двома великими закрутами. Ширина річища тут сягає 2 км, у долині з'являються обширні заплавні луки. У районі Усть-Цильми (після впадіння річок Піжми і Цильми) Печора знову повертає на північ, на цій ділянці її широка заплава порізана численними протоками («шарами») і старицями.
Приблизно за 130 км від гирла Печора ділиться на два рукави — східний (Велика Печора) і західний (Мала Печора). Нижче, в районі Нар'ян-Мару, річка утворює дельту шириною близько 45 км і площею близько 2 900 км² та впадає в Печорську губу (Печорського моря). Середня величина припливу дорівнює 0,62 м. Припливи поширюються вгору за течією на 190 км.
Постійне судноплавство можливе до Троїцько-Печорська, навесні і восени — до Усть-Уньї. Морські судна підіймаються вгору річкою до Нар'ян-Мару (110 км від гирла).

## Гідрологія
Живлення змішане, переважно снігове. Повінь починається в кінці квітня — початку травня, максимум — в середині травня. Влітку і зимою — межень. Літня межень — з середини липня по серпень, часто уривається дощовими паводками. Середня витрата води у верхній течії на гідрологічному посту Якша становить 148 м³/с, поблизу села Оксіно (141 км від гирла) — 4 379 м³/с. Більша частина річкового стоку (54 %) проходить під час весняної повені. Замерзає в кінці жовтня; скресання відбувається з верхів'їв і супроводжується заторами льоду. Максимальна товщина льоду у верхів'ях річки становить 86 см, а в її нижній течії — 139 см. Річка щорічно виносить у море 85 мільйонів тонн алювію.
Середньомісячні витрати води в річці (м³/с) в районі села Оксіно (141 км від гирла) з 1916 по 1945 і 1980 по 1998 роки:

## Притоки

### Праві притоки
- Мала Порожня
- Велика Порожня
- Мала Шежим (Шижим)
- Велика Шежим (Велика Шижим)
- Лугова
- Велика Шайтановка (Велика Шайтанка)
- Кедровка
- Чорний Родник
- Велика Андюга
- Велика Кругла
- Чорна
- Велика Тімина
- Мала Тімина
- Велика Боровка (Боровка)
- Мала Самоїдка
- Велика Самоїдка
- Велика Стариковка (Стариковка)
- Мала Горевка (Мала Гаревка)
- Велика Горевка
- Пожег
- Дозмера (Дозмер)
- Лунвож
- Мала Розбійнича
- Ілич
- Велика Ляга
- Середня Ляга
- Мала Ляга
- Верхній Підж
- Нижній Підж (Нижній Пидж)
- Килим
- Кобла
- Иджид-Йоль
- Маткін-Ю
- Вуктил (Вуктила)
- Гортйоль
- Иджид-Йоль
- Підчер'є (Підчерем, Підчер, Підчерема)
- Щугор
- Герасим-Йоль
- Сидор-Йоль
- Березовка
- Позоріха
- Борис-Йоль
- Перебор
- Залазна
- Вертна (Вертний)
- Великий Аранець
- Курінний (впадає до протоки Шар)
- Малий Аранець
- Єрмак
- Боровіха
- Маруш'ю
- Лиханью (впадає до протоки Лиханшар протоки Конкідашар)
- Мала Вяткіна (впадає до протоки без назви)
- Велика Вяткіна (впадає до протоки без назви рукава Маркельський Шар)
- Пань-Кур'я
- Лижа
- Яребінна-Кур'я (впадає до протоки Мудор-Шар)
- Білий-Ю (впадає до протоки Білий Шар)
- без назви (впадає до протоки Кислий Шар)
- Уса
- протока Новік-Шар
- Андрюшкина
- без назви
- без назви
- Лая
- Піщанка
- Пернайоль
- Денисовка
- Лебідь (впадає до протоки Лебідь-Шар)
- Бонганйоль
- Велика Мутна
- Мала Мутна
- Воргайоль
- Верхній Двойник
- Нижній Двойник (Двойник)
- Чулей
- Велика Вольма (впадає до протоки Вольма-Шар)
- Дзедзегйоль (впадає до протоки Вольма-Шар)
- Мала Вольма (впадає до протоки без назви)
- Заостровка (впадає до протоки без Коршак-Шар)
- Нерицький
- Коровий
- Балабанський (впадає до протоки без назви)
- Нізева (Нізьма)
- Хабаріцька Віска
- Хабаріха
- Худа Хабаріха
- Сос'я (впадає до протоки без назви)
- Верхня Бревенниця
- Середня Бревенниця
- Биструщий
- Нижня Бревенниця (впадає до протоки Лабазький Шар)
- без назви (впадає до протоки Лабазький Шар)
- Лабазіха (впадає до протоки Лабазький Шар)
- Йорса (Єрга) (впадає до протоки Лабазький Шар)
- Чурва (впадає до протоки Лабазький Шар)
- Созьвінська (впадає до протоки без назви)
- без назви (впадає до протоки без назви)
- Созьва
- протока Суха Печора (Комгортський Шар)
- без назви
- без назви (впадає до протоки Медвезький Шар протоки Щучий Шар)
- без назви (впадає до протоки Медвезький Шар протоки Щучий Шар)
- Лозібка (впадає до протоки Лозібський Шар протоки Щучий Шар)
- Щуча (впадає до протоки Лозібський Шар протоки Щучий Шар)
- без назви (впадає до протоки Щучий Шар)
- Мархіда
- протока Павличев Шар
- протока без назви
- Верхня Пилемецька (впадає до протоки Лабазький Шар рукава Велика Печора (Стара Печора, Матерська Печора))
- Нижня Пилемецька (впадає до рукава Велика Печора (Стара Печора, Матерська Печора))
- протока Голубковський Шар
- без назви (впадає до протоки Городецький Шар)
- Куя (впадає до протоки Куйський Шар)
- протока Пойловський Шар (впадає до протоки Куйський Шар)
- Верхня Коржа (впадає до протоки Куйський Шар)
- Нижня Коржа (впадає до протоки Куйський Шар)
- Ортіна
- Нижня Бородата
- Дзоля-Курінний

### Ліві притоки
- Манська Волосниця
- Видер'я
- Єльма
- Сага (Сала)
- Гаревка
- Мала Шайтановка (Мала Шайтанка)
- Мельнична
- Піхтовка
- без назви
- Утлан
- Унья (Усть-Унья)
- Мала Андюга
- Копил (Великий Копиль)
- Патраковка (Петровка)
- Лелім (Лілім)
- Волосниця (Волостниця)
- Хорошевка
- Безволосна (Тиб'ю)
- Велика Розбійнича
- Заголка
- Ручьйоль
- Північна Милва (Милва)
- Езевеййоль
- Вісьйоль
- Гердйоль
- Кедровка
- Малий Кодач
- Великий Кодач (Великий Кадач, Кодач)
- Велью
- Непсайоль
- Амбарний Йоль
- Амбарна
- Мала Шердина
- Велика Шердина
- Мала Сойю
- Зимовьє-Йоль (впадає до протоки Йоль-Кур'я)
- Велика Сойю
- Лемью (Лем, Лема) (впадає до протоки Лемдікост)
- Велика Гудор'я
- Воминйоль
- Козлаю
- Иджид-Йоль
- Андроновка
- Малий Сопляс
- Кайгородка
- Великий Сопляс (Великий Соплес)
- Воя
- Ізйоль
- Сидор-Йоль
- Поскотіна-Йоль
- Позоріха (впадає до протоки без назви)
- Біла
- Кедровка
- Худий (Худиййоль)
- Худий-Йоль
- Мала Кожва (Кожва)
- Бадйоль
- Лун-Вож
- Кожва (Велика Кожва, Ковжа)
- Піщанка (впадає до протоки без назви)
- Лиственнична (впадає до протоки Полий Шар)
- Ісак-Йоль
- Ордаю
- Кир'юга
- Лодма (впадає до протоки Праскан-Шар)
- Звіринець (Кичрас-ю, Кизирас-ю) (впадає до протоки Звіринець-Шар)
- Льок-Ю (впадає до протоки Серко-Шар)
- Шуйга-Мосеєва-Вож (впадає до протоки Серко-Шар)
- Нялтаю (впадає до протоки Нялта-Шар протоки Серко-Шар)
- Кидзьрас'ю (впадає до протоки Нялта-Шар протоки Серко-Шар)
- Кіпієваю (впадає до протоки Кіпієва-Шар)
- Лап'юга (впадає до протоки Лап'юга-Шар)
- Борова
- Пернийю (впадає до протоки Ревун-Шар)
- Пича (Велика Пича, Велика Печа, Пишта) (впадає до протоки Ревун-Шар)
- Мала Пича (впадає до протоки Ревун-Шар)
- без назви
- Іжма
- Нериця
- Мача
- Піжма
- Цильма
- протока Караванов Шар
- Пута
- Залазаревка (впадає до протоки Уєжний Шар)
- Лазаревка (впадає до протоки Уєжний Шар)
- Щілина (впадає до протоки Уєжний Шар)
- Мала Мила
- Сада (впадає до протоки Бугаєвський Шар)
- Верхня Чукча (впадає до протоки Міщанський Шар)
- Середня Чукча (впадає до протоки Міщанський Шар)
- Крестовка
- Нижня Чукча
- протока Медвежий Шар
- Єнва
- Мила
- Хар-Яга (впадає до протоки Борщевий Шар)
- Сула (впадає до протоки Борщевий Шар)
- Нирвіска (впадає до протоки Борщевий Шар)
- Віска (впадає до протоки Борщевий Шар)
- Седуїха (Седу-Яга, Седейяга)
- без назви
- протока Кудрін Шар
- протока Питков Шар (впадає до рукава Мала Печора)
- протока Вузький Шар (впадає до рукава Мала Печора)
- протока без назви

## Населені пункти
Найважливіші пристані на Печорі — Нар'ян-Мар, Усть-Цильма, Печора.
Інші населені пункти — Усть-Унья, Комсомольськ-на-Печорі, Усть-Ілич, Троїцько-Печорськ, Покча, Вуктил, Усть-Лижа, Усть-Уса, Няшабож, Щельяюр, Хабариха, Крестовка, Йорміца, Акись, Брикаланськ та ін.

## Економіка
- Розвинене рибальство (сьомга, сиг, ряпушка)
- У басейні Печори є родовища кам'яного вугілля, нафти і газа (Лаявозьке і Кумжинське родовища).

## Проєкти каналів Печора— Кама
До спорудження залізниці до Печори 1940 року для транспортування вантажів з басейну Ками в басейн Печори використовували притоки цих річок і волоки на вододілі (маршрут Чердинь — Якша). Існували проєкти будівництва судноплавного каналу по цьому маршруту.
У 1960—1980-х роках проєкт спорудження Печорського-Камського каналу широко обговорювали, але на цей раз не як транспортний, а як проєкт перекидання частини вод Печори в Каму і далі в Каспійське море, який був частиною грандіозного плану повороту північних річок. Однак жодних будівельних робіт на маршруті запропонованого каналу не проводили, крім потрійного ядерного вибуху 1971 року, у ході якого був виритий котлован довжиною понад 600 метрів.

## Галерея

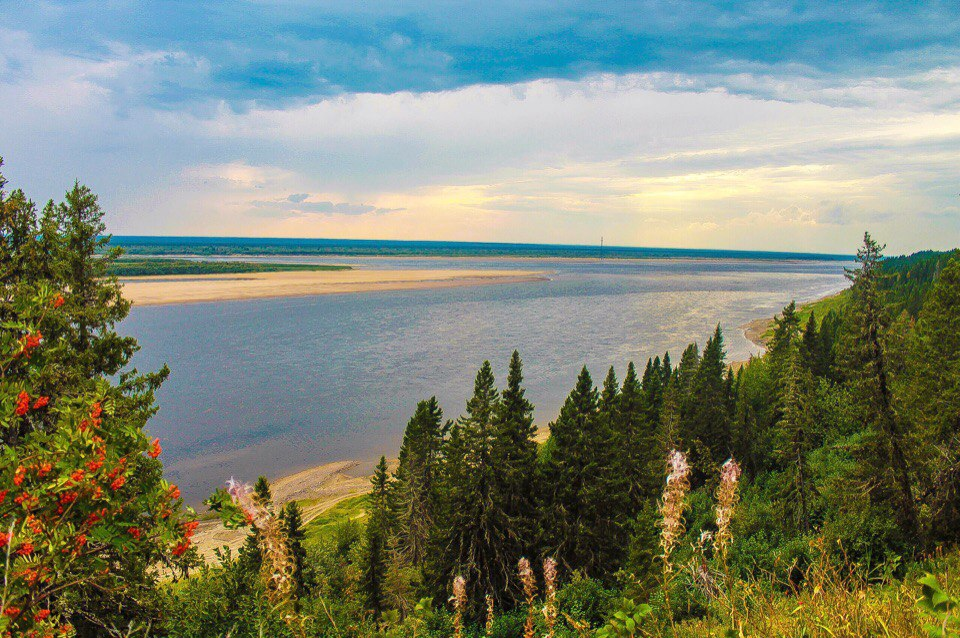
Вид на Печору
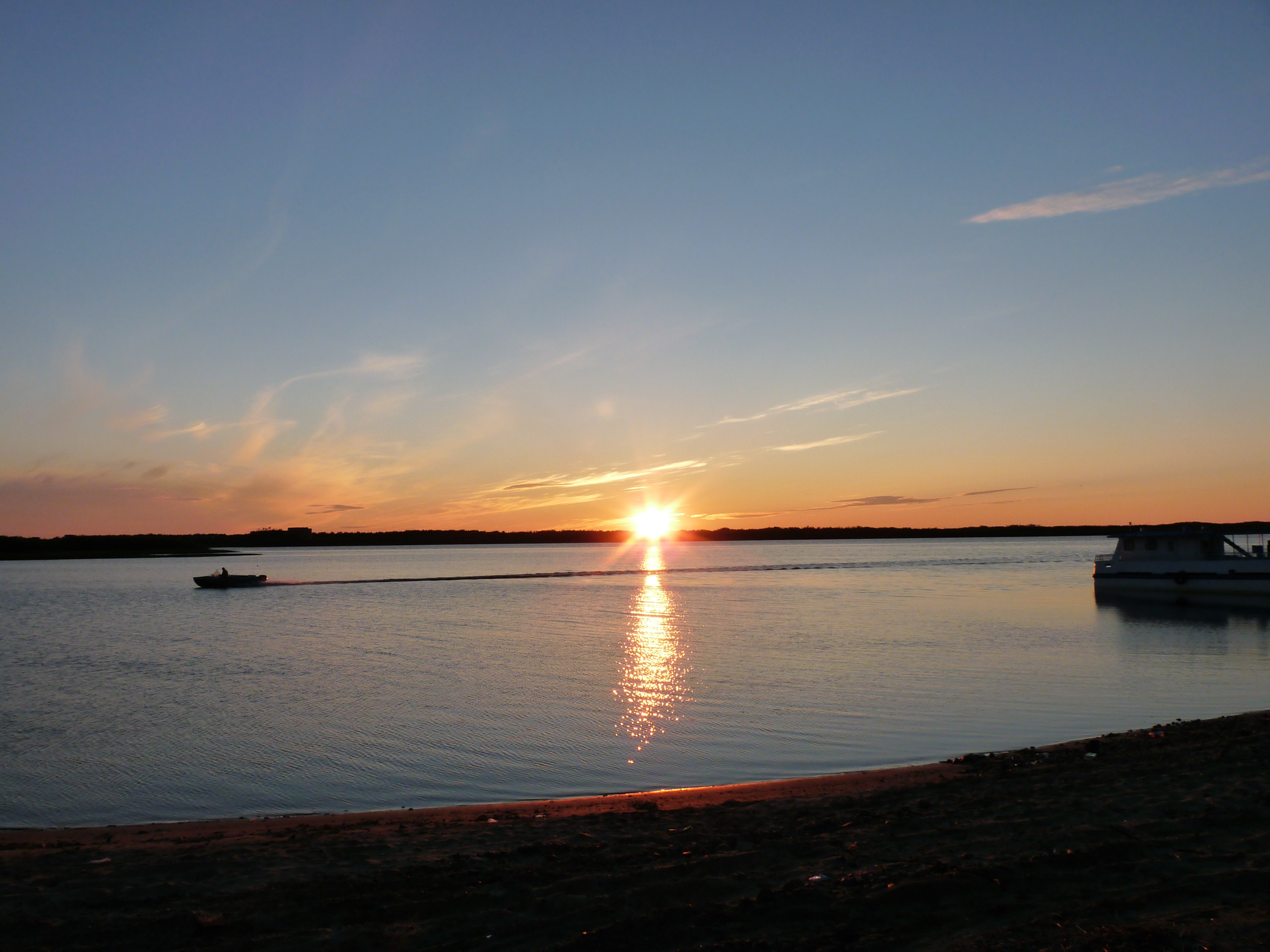
Біла ніч на Печорі
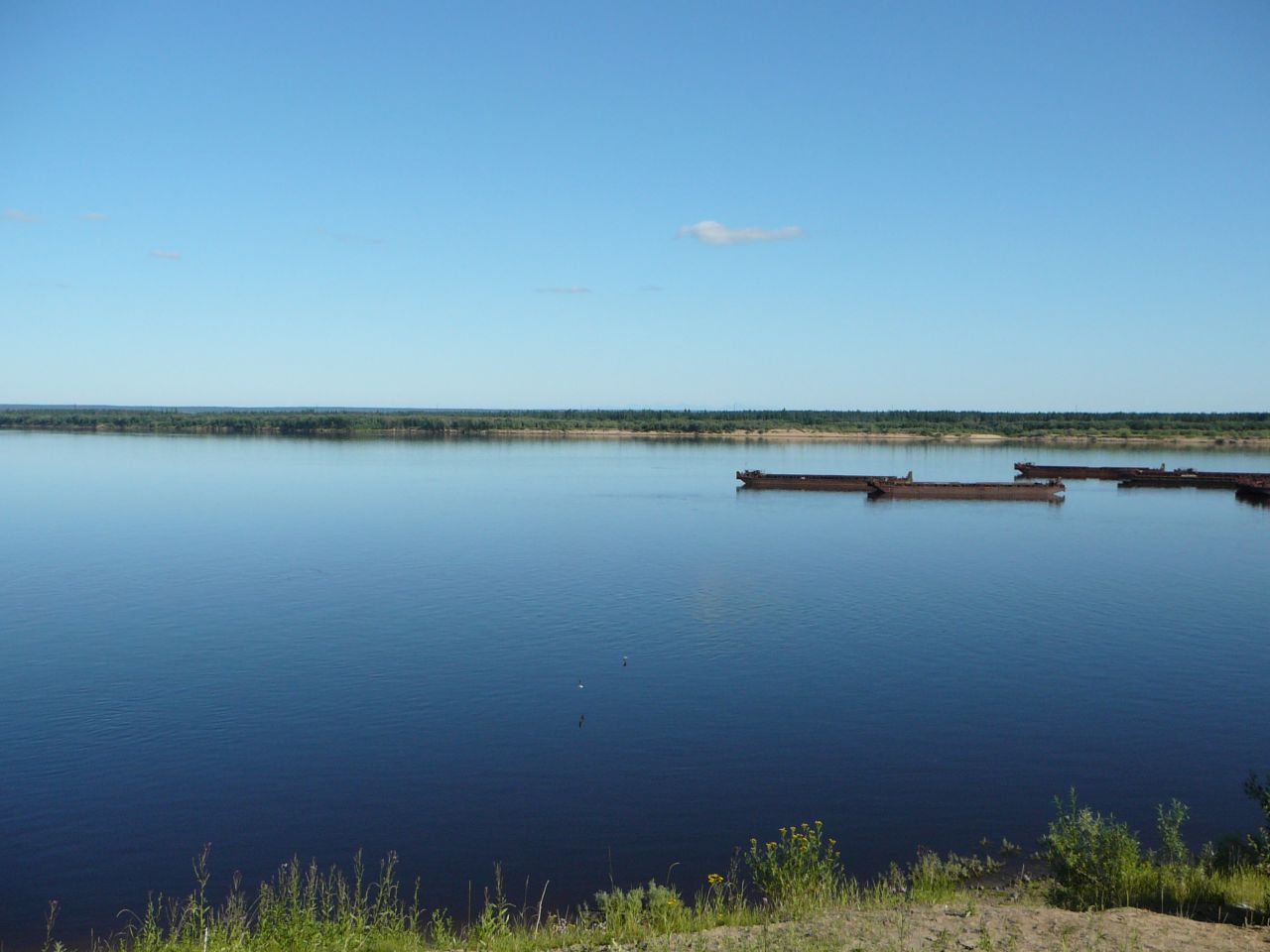
Річка Печора біля однойменного міста
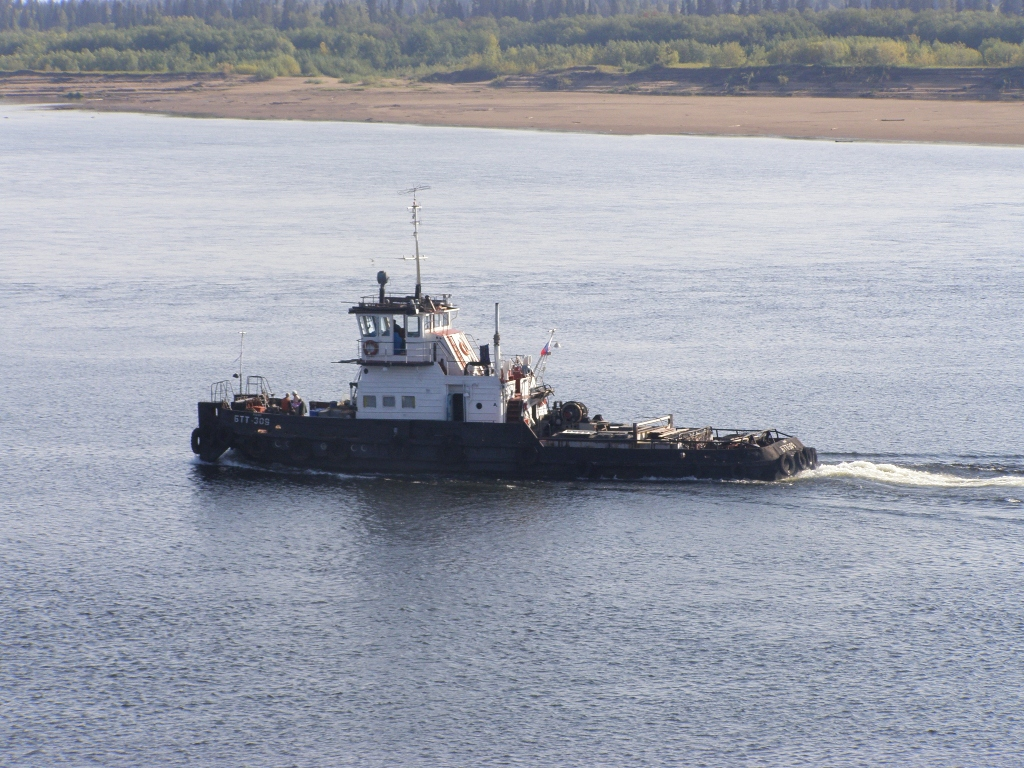
Буксир на Печорі
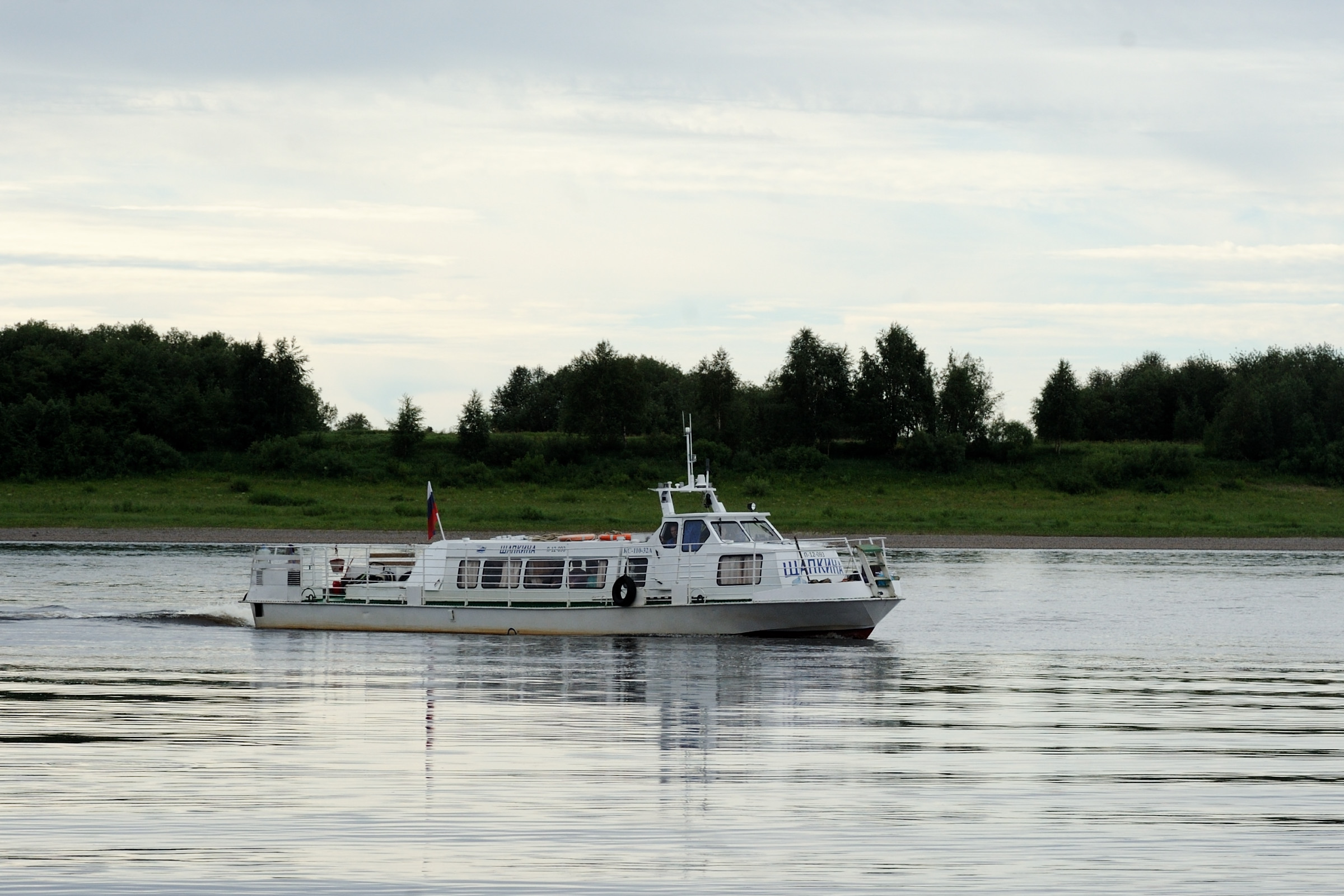
Катер «Шапкина» сполученням Вуктил-Печора біля пристані Усть-Щугор.
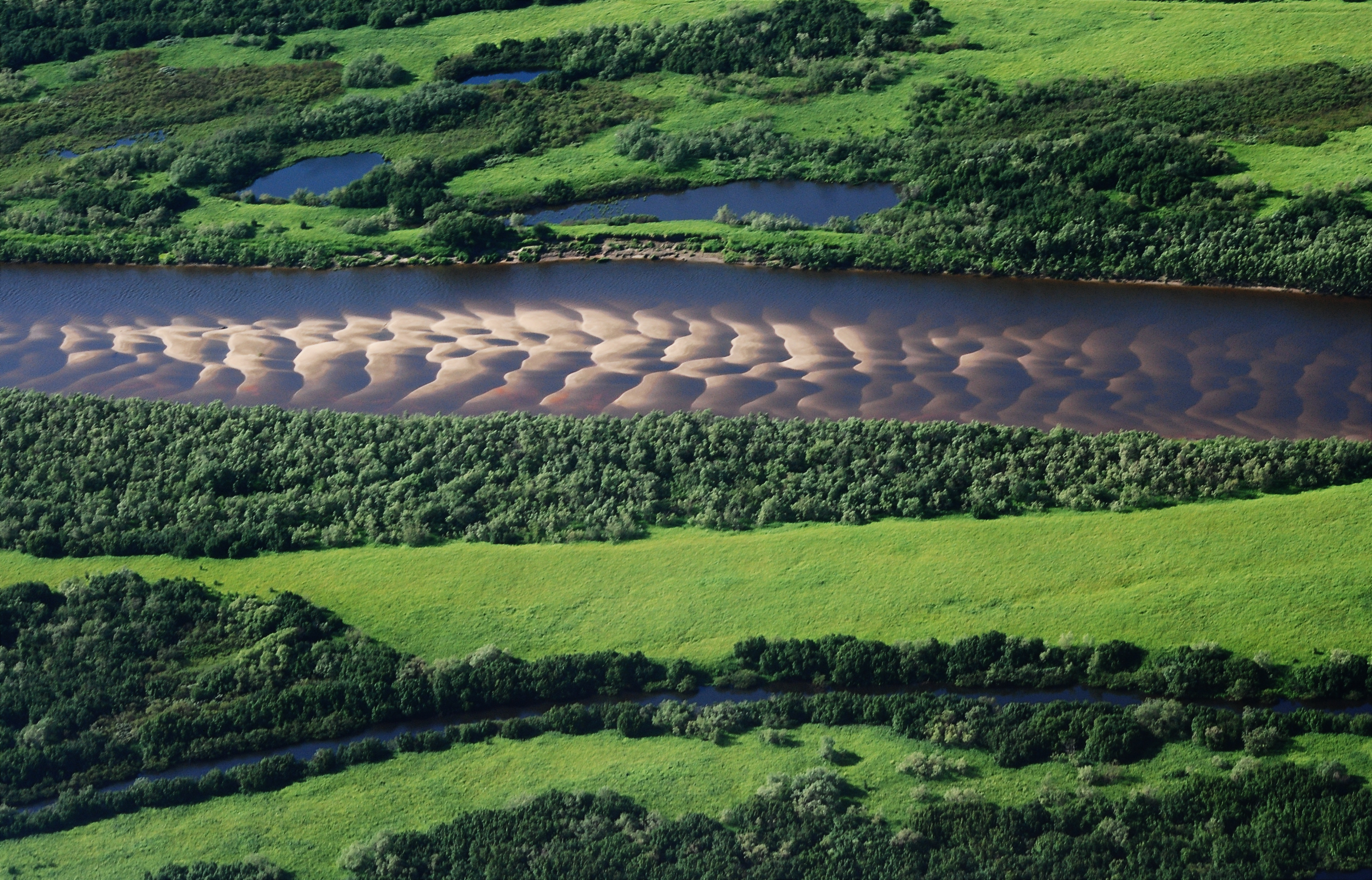
Печора в Заполярному районі Ненецького автономного округу
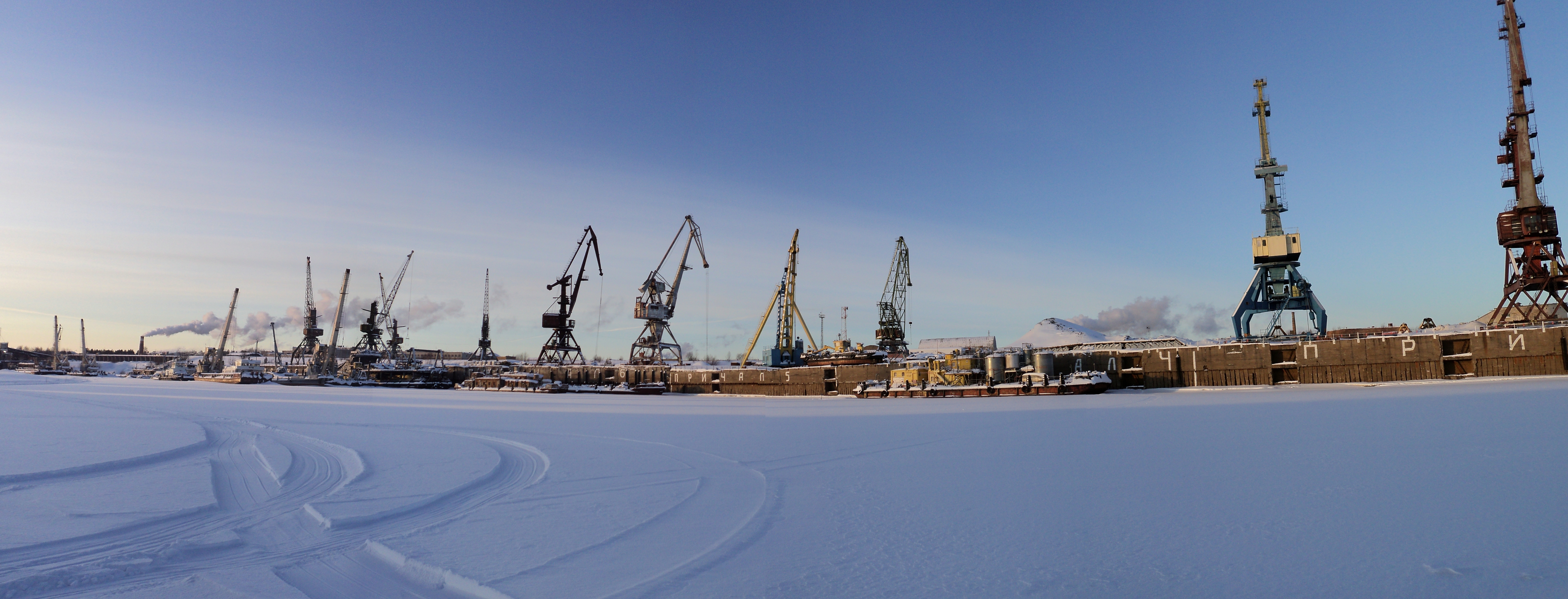
Морський порт міста Печора взимку